# Lijst van nummer 1-hits in de UK Singles Chart in 1960
Deze hits stonden in 1960 op nummer 1 in de UK Singles Chart:
| Datum        | Artiest                                  | Titel                                                            |
| ------------ | ---------------------------------------- | ---------------------------------------------------------------- |
| 2 januari    | Adam Faith / Emile Ford & the Checkmates | What do you want / What do you want to make those eyes at me for |
| 9 januari    | Adam Faith / Emile Ford & the Checkmates | What do you want / What do you want to make those eyes at me for |
| 16 januari   | Adam Faith / Emile Ford & the Checkmates | What do you want / What do you want to make those eyes at me for |
| 23 januari   | Adam Faith / Emile Ford & the Checkmates | What do you want / What do you want to make those eyes at me for |
| 30 januari   | Michael Holliday                         | Starry eyed                                                      |
| 6 februari   | Anthony Newley                           | Why                                                              |
| 13 februari  | Anthony Newley                           | Why                                                              |
| 20 februari  | Anthony Newley                           | Why                                                              |
| 27 februari  | Anthony Newley                           | Why                                                              |
| 5 maart      | Adam Faith                               | Poor me                                                          |
| 12 maart     | Adam Faith                               | Poor me                                                          |
| 19 maart     | Johnny Preston                           | Running bear                                                     |
| 26 maart     | Johnny Preston                           | Running bear                                                     |
| 2 april      | Lonnie Donegan & his Group               | My old man's a dustman                                           |
| 9 april      | Lonnie Donegan & his Group               | My old man's a dustman                                           |
| 16 april     | Lonnie Donegan & his Group               | My old man's a dustman                                           |
| 23 april     | Lonnie Donegan & his Group               | My old man's a dustman                                           |
| 30 april     | Anthony Newley                           | Do you mind                                                      |
| 7 mei        | The Everly Brothers                      | Cathy's clown                                                    |
| 14 mei       | The Everly Brothers                      | Cathy's clown                                                    |
| 21 mei       | The Everly Brothers                      | Cathy's clown                                                    |
| 28 mei       | The Everly Brothers                      | Cathy's clown                                                    |
| 4 juni       | The Everly Brothers                      | Cathy's clown                                                    |
| 11 juni      | The Everly Brothers                      | Cathy's clown                                                    |
| 18 juni      | The Everly Brothers                      | Cathy's clown                                                    |
| 25 juni      | Eddie Cochran                            | Three steps to heaven                                            |
| 2 juli       | Eddie Cochran                            | Three steps to heaven                                            |
| 9 juli       | Jimmy Jones                              | Good timin'                                                      |
| 16 juli      | Jimmy Jones                              | Good timin'                                                      |
| 23 juli      | Jimmy Jones                              | Good timin'                                                      |
| 30 juli      | Cliff Richard & The Shadows              | Please don't tease                                               |
| 6 augustus   | Johnny Kidd and the Pirates              | Shakin' all over                                                 |
| 13 augustus  | Cliff Richard & The Shadows              | Please don't tease                                               |
| 20 augustus  | Cliff Richard & The Shadows              | Please don't tease                                               |
| 27 augustus  | The Shadows                              | Apache                                                           |
| 3 september  | The Shadows                              | Apache                                                           |
| 10 september | The Shadows                              | Apache                                                           |
| 17 september | The Shadows                              | Apache                                                           |
| 24 september | The Shadows                              | Apache                                                           |
| 1 oktober    | Ricky Valance                            | Tell Laura I love her                                            |
| 8 oktober    | Ricky Valance                            | Tell Laura I love her                                            |
| 15 oktober   | Ricky Valance                            | Tell Laura I love her                                            |
| 22 oktober   | Roy Orbison                              | Only the lonely (know how I feel)                                |
| 29 oktober   | Roy Orbison                              | Only the lonely (know how I feel)                                |
| 5 november   | Elvis Presley                            | It's now or never                                                |
| 12 november  | Elvis Presley                            | It's now or never                                                |
| 19 november  | Elvis Presley                            | It's now or never                                                |
| 26 november  | Elvis Presley                            | It's now or never                                                |
| 3 december   | Elvis Presley                            | It's now or never                                                |
| 10 december  | Elvis Presley                            | It's now or never                                                |
| 17 december  | Elvis Presley                            | It's now or never                                                |
| 24 december  | Elvis Presley                            | It's now or never                                                |
| 31 december  | Cliff Richard & The Shadows              | I love you                                                       |

1952 ·
1953 ·
1954 ·
1955 ·
1956 ·
1957 ·
1958 ·
1959 ·
1960 ·
1961 ·
1962 ·
1963 ·
1964 ·
1965 ·
1966 ·
1967 ·
1968 ·
1969 ·
1970 ·
1971 ·
1972 ·
1973 ·
1974 ·
1975 ·
1976 ·
1977 ·
1978 ·
1979 ·
1980 ·
1981 ·
1982 ·
1983 ·
1984 ·
1985 ·
1986 ·
1987 ·
1988 ·
1989 ·
1990 ·
1991 ·
1992 ·
1993 ·
1994 ·
1995 ·
1996 ·
1997 ·
1998 ·
1999 ·
2000 ·
2001 ·
2002 ·
2003 ·
2004 ·
2005 ·
2006 ·
2007 ·
2008 ·
2009 ·
2010 ·
2011 ·
2012 ·
2013 ·
2014 ·
2015 ·
2016 ·
2017 ·
2018 ·
2019 ·
2020 ·
2021
- Duitsland
- Noorwegen
- Verenigd Koninkrijk
- Verenigde Staten (Hot 100)